# 孙家沟墓地
孙家沟墓地，位于中国青海省贵德县河阴镇城西村，为青海省市县级文物保护单位，公布日期为1986年10月31日，类型为古墓葬。
孙家沟墓地的历史年代为新石器时代。